# Ardisia doeringiana
Ardisia doeringiana là một loài thực vật có hoa trong họ Anh thảo. Loài này được Malm mô tả khoa học đầu tiên năm 1937.